# Sol de Mallorca

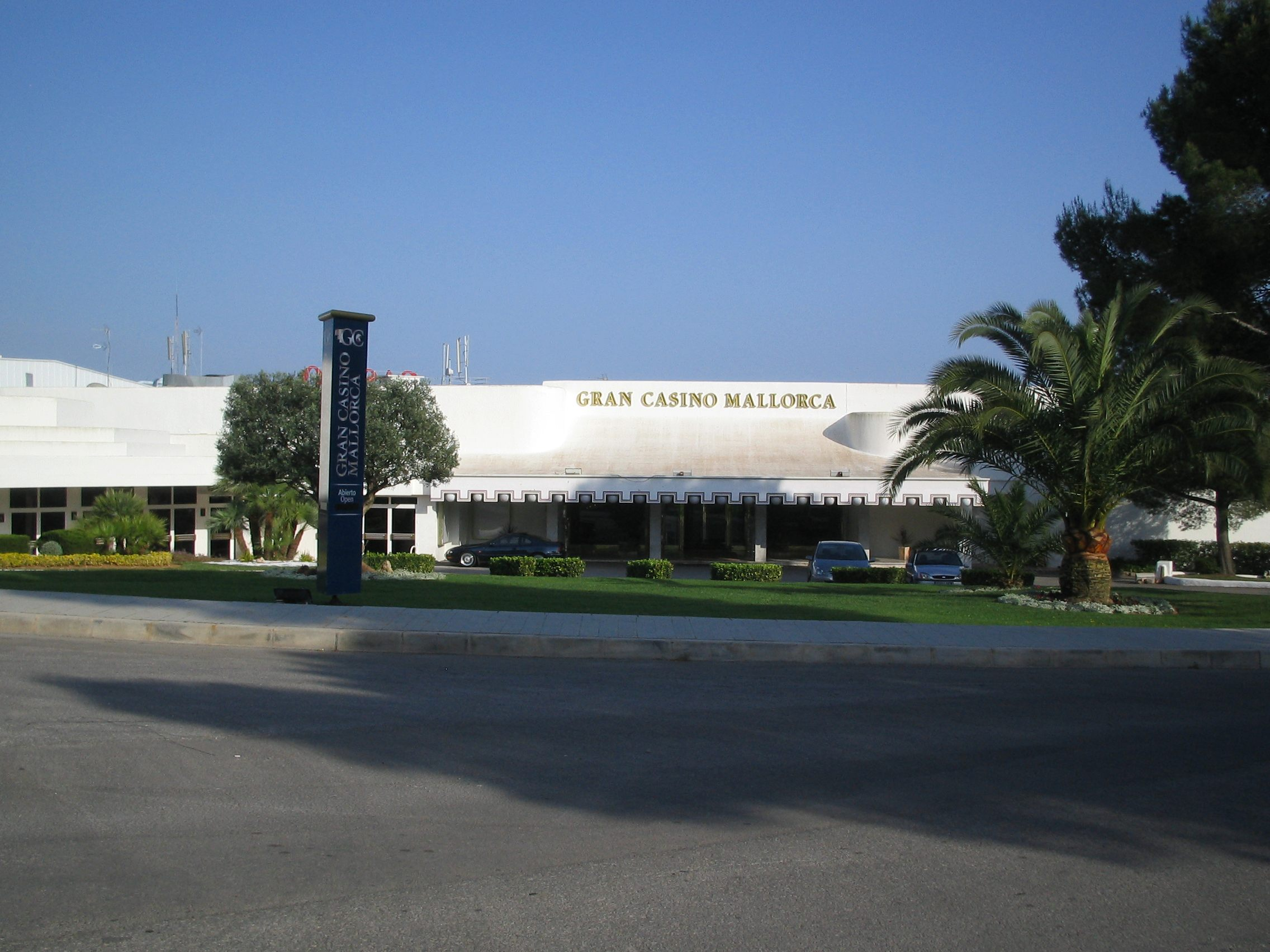
El Gran Casino Mallorca, único casino de la isla, se encontraba en la localidad hasta el 2011, momento que cerró por trasladarse a Palma, la capital de la isla.

Sol de Mallorca es una localidad española perteneciente al municipio de Calviá, en Mallorca, Islas Baleares. Se encuentra situada junto a la cala de Portals Vells, al suroeste de la localidad de Magaluf y al lado de la playa naturista El Mago, bordeando la costa de la isla hacia el sur. La urbanización albergaba el único casino de juego de la isla, trasladado al centro comercial de Portopí, en la capital, Palma de Mallorca, en 2011, (donde se inauguró el Calviá Chess Festival, parte del campeonato del mundo de ajedrez.) y cuenta con un pequeño embarcadero deportivo. El vecindario se compone de chalets unifamiliares, chalets pareados-adosados, edificios de pisos y edificios de apartamentos.